# Касик (рід птахів)
Ка́сик (Cacicus) — рід горобцеподібних птахів родини трупіалових (Icteridae). Представники цього роду мешкають в Центральній і Південній Америці.

## Опис
Касики — птахи середнього розміру, середня довжина яких становить 19,3-37 см, а вага 30-188 г. Вони мають струнку будову тіла, сильні, загострені крила з 9 першорядними маховими перами, і довгі, широкі хвости. Більшість касиків мають блакитні очі, дзьоби у них міцні, відносно довгі, загострені, зеленуваті, жовтуваті або блакитнуваті, в залежності від виду. Їм притаманний статевий диморфізм, самиці є дещо меншими і легшими за самців. Касики мають переважно чорне забарвлення, зокрема чорні хвости, що відрізняє їх від більш за розмірами конот. У багатьох видів касиків в оперенні присутні жовті або червоні плями на надхвісті або плечах.
Касики живуть переважно в тропічних лісах. Це галасливі птахи, що зустрічаються невеликими зграями. Вони живляться великими комахами і плодами.  Більшість касиків гніздяться колоніями, а їхні гнізда мають довгу, мішечкоподібну форму і підвішуються на деревах. яйця насиджують лише самиці.

## Види
Виділяють дванадцять видів:
- Касик чорний (Cacicus solitarius)
- Касик золотокрилий (Cacicus chrysopterus)
- Касик сельвовий (Cacicus koepckeae)
- Касик еквадорський (Cacicus sclateri)
- Касик жовтохвостий (Cacicus cela)
- Касик середній (Cacicus microrhynchus)
- Касик багряногузий (Cacicus uropygialis)
- Касик жовтогузий (Cacicus leucoramphus)
- Касик гірський (Cacicus chrysonotus)
- Конота мала (Cacicus latirostris)
- Конота еквадорська (Cacicus oseryi)
- Касик червоногузий (Cacicus haemorrhous)